# 霍利崔尼蒂 (阿拉巴馬州)
霍利崔尼蒂（英語：Holy Trinity）是一個位於美國阿拉巴馬州拉塞爾縣的非建制地區。該地的面積和人口皆未知。

## 地理
霍利崔尼蒂的座標為32°13′21″N 85°00′19″W / 32.22250°N 85.00528°W，而該地的平均海拔高度為95米（即312英尺）。